# Flota Czarnomorska
Flota Czarnomorska (ros. Черноморский флот) – związek operacyjno-strategiczny Imperium Rosyjskiego, Związku Radzieckiego i Marynarki Wojennej Federacji Rosyjskiej, działający na Morzu Azowskim, Czarnym i Śródziemnym. Jej baza znajduje się w miejscu historycznej bazy morskiej, utworzonej w 1783 roku w Sewastopolu.

## Historia

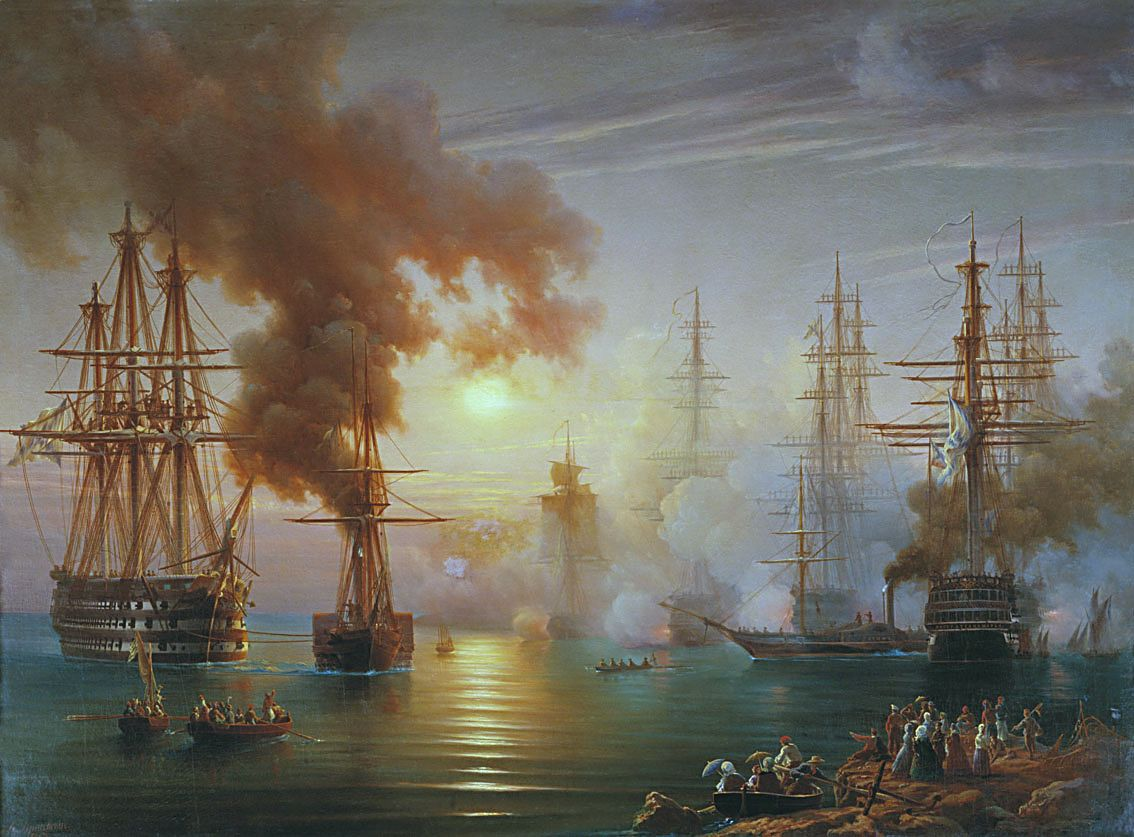
Rosyjska Flota Czarnomorska po bitwie pod Synopą w 1853

Historia Floty Czarnomorskiej datuje się od lat 80. XVIII wieku, kiedy to tworzenie jej rozpoczął książę Grigorij Potiomkin. Odegrała ona już znaczną rolę w wojnie turecko-rosyjskiej w latach 1787–1791. Jej główną bazą od początku był Sewastopol. 
Ówczesnej Flocie Czarnomorskiej podlegały również flotylle: Azowska, Dnieprowska (Limanna) i Dunajska.
Flota Czarnomorska nie wzięła udziału w wojnie rosyjsko-japońskiej. Na jej okrętach doszło jednak do wystąpień rewolucyjnych, m.in. na pancerniku „Potiomkin” oraz na kilkunastu okrętach floty w Sewastopolu w listopadzie 1905 r.

### I wojna światowa
W przeddzień I wojny światowej Flota Czarnomorska liczyła pięć przestarzałych okrętów liniowych (przeddrednotów), dwa krążowniki pancernopokładowe, mały krążownik lotniczy („Ałmaz”), 17 niszczycieli (w tym jedynie cztery nowoczesne o napędzie turbinowym) i cztery okręty podwodne oraz dalsze jednostki o mniejszej wartości (w tym 13 torpedowców, kanonierki, stawiacze min i stare pancerniki). Liczyła wtedy 36 667 oficerów i marynarzy (po mobilizacji w 1914 liczebność wzrosła do 68 286 marynarzy i oficerów). W toku wojny doszły m.in. trzy nowoczesne okręty liniowe (drednoty) typu Impieratrica Marija i 9 niszczycieli. W budowie znajdowały się dalsze okręty.
Przeciwnikiem była słabsza flota turecka, składająca się z równie starych okrętów, wzmocniona jednak przed rozpoczęciem działań przeciw Rosji przez niemiecki krążownik liniowy „Goeben” (przemianowany na „Yavuz Sultan Selim”), przewyższający znacząco każdy z rosyjskich okrętów istniejących na początku wojny. Był on najgroźniejszym przeciwnikiem floty rosyjskiej, której główne siły musiały operować zespołami liczącymi przynajmniej trzy pancerniki. W początkowym etapie wojny doszło do dwóch nierozstrzygniętych starć Floty Czarnomorskiej z „Goebenem”, 18 listopada 1914 roku koło przylądka Sarycz i 10 maja 1915 pod Bosforem. Jedną z aktywności Floty Czarnomorskiej było ostrzeliwanie tureckich wybrzeży, zwłaszcza zagłębia węglowego Zonguldaku i zwalczanie tureckiej żeglugi. Doprowadziło to do zatopienia większości statków przewożących węgiel do końca 1915 roku i kryzysu w zaopatrzeniu w węgiel floty tureckiej, a później także kryzysu żywnościowego w Stambule w lipcu 1916. Prowadzono też w udany sposób wojnę minową, co doprowadziło do uszkodzeń „Goebena” i utraty tureckiego krążownika „Mecidiye” (podniesionego następnie przez Rosjan i wcielonego do służby jako „Prut”). Do czasu zawieszenia broni 16 grudnia 1917, Turcja straciła większość floty handlowej, głównie na skutek działań rosyjskich okrętów podwodnych.

### Wojna domowa i okres międzywojenny
Po powstaniu Ukraińskiej Centralnej Rady część załóg Floty Czarnomorskiej ją poparła. Po ogłoszeniu III Uniwersału Rady utworzono Sekretariat Spraw Morskich na czele z Dmytro Antonowyczem (jego zastępcami zostali kpt. M. Biłynśkyj i inż. O. Kowałenko). W grudniu 1917 utworzono Ukraińską Radę Wojenno-Morską i Ukraiński Generalny Sztab Morski na czele z J. Pokrowskim.
Ponieważ w tym czasie Krym nie znajdował się w granicach Ukrainy, Rada zgłosiła pretensje tylko do tych okrętów, których załogi zadeklarowały się jako ukraińskie (krążownik „Pamiat Merkurija” i niszczyciel „Zawydnyj”) i nakazała im przepłynięcie do Odessy i Mikołajowa. W styczniu 1918 brały one udział w walkach z bolszewikami w Odessie.
Po ataku wojsk Ukraińskiej Republiki Ludowej na Krym 29 kwietnia 1918 Flota Czarnomorska podniosła banderę ukraińską, jednak po zdobyciu przez Niemców Sewastopola 30 kwietnia potraktowali oni flotę jako swoją zdobycz wojenną. Wtedy część floty podniosła banderę rosyjską i skierowała się do Noworosyjska, jednak w odpowiedzi na groźby Niemców część z nich zawróciła do Sewastopola, gdzie załogi zostały internowane, natomiast część bolszewickich załóg na rozkaz Lenina zatopiła 15 czerwca 1917 swoje jednostki, w tym nowy pancernik „Swobodnaja Rossija”. Pozostałe jednostki Niemcy przekazali 11 listopada 1918 pod komendę hetmańskiego rządu Skoropadskiego.
W listopadzie 1918 roku stojące w Sewastopolu okręty zostały przekazane wojskom brytyjskim, które w kwietniu kolejnego roku, przy opuszczaniu Sewastopola, uszkodziły pozostawione okręty. W związku z aliancką interwencją i wojną domową w Rosji, okręty przechodziły następnie z rąk do rąk. Po klęsce białych, ocalałe jednostki, w tym nowy pancernik „Gienierał Aleksiejew”, zostały przez nich w listopadzie ewakuowane do Bizerty, po czym w kolejnych latach zostały tam internowane przez władze francuskie. Francja następnie część jednostek włączyła do swojej floty, a część sprzedała na złom.
Po zwycięstwie bolszewików rozpoczęto odbudowę Floty Czarnomorskiej, którą zakończono w 1928. Początkowo nosiła ona nazwę Morskich Sił Morza Czarnego, 11 stycznia 1935 zmienioną na Flotę Czarnomorską. W 1930 roku przebazowano tam z Bałtyku  pancernik „Pariżskaja Kommuna”, z większych okrętów miała wówczas ponadto trzy krążowniki.

### II wojna światowa

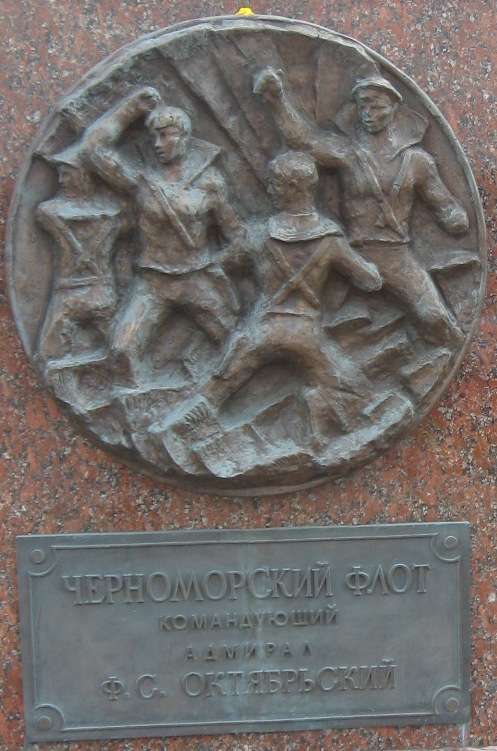
Pomnik Floty Czarnomorskiej w Muzeum Wojny Ojczyźnianej w Moskwie

W chwili ataku Niemiec na ZSRR 22 czerwca 1941 roku, Flota Czarnomorska stanowiła drugą co do wielkości radziecką flotę po Flocie Bałtyckiej i obejmowała jeden przestarzały pancernik („Pariżskaja Kommuna”), pięć krążowników (w tym dwa nowoczesne ciężkie), 16 niszczycieli, 44 okręty podwodne, dwa dozorowce, cztery kanonierki, stawiacz min, 16 trałowców i mniejsze lub pomocnicze jednostki. W pierwszych dniach wojny lotnictwo niemieckie wyeliminowało większość floty i zniszczyło bazy morskie floty, jednak mimo strat odegrała ona aktywną rolę w wojnie przy obronie miast, ewakuacji wojsk i operacjach desantowych.
Dowódcami Floty byli w czasie wojny: admirał F. Oktjabrski (22 czerwca 1941 – 23 kwietnia 1943, 28 marca 1944 – 9 maja 1945), wiceadmirał Ł. Władimirski (23 kwietnia 1943 – 10 marca 1944) i wiceadmirał N. Basisty (10 marca – 23 marca 1944).

### Okres powojenny
Po drugiej wojnie światowej znacznie rozbudowano Flotę Czarnomorską, której głównym zadaniem stało się demonstrowanie siły Związku Radzieckiego na Morzu Śródziemnym, oraz kontrolowanie ruchów VI Floty Stanów Zjednoczonych.
W latach 70. liczyła ona 29 nowoczesnych okrętów podwodnych, 79 okrętów bojowych (krążowników i niszczycieli), 35 dużych i 50 małych trałowców, 5 amfibijnych okrętów desantowych, ponad 200 okrętów pomocniczych różnego przeznaczenia, 30 samolotów rozpoznawczych, 110 bojowych i 110 transportowych, oraz jedną brygadę piechoty morskiej. W 1990 roku główne siły były zgrupowane w 14. Dywizji Okrętów Podwodnych, 150. Brygadzie Okrętów Nawodnych, 30. Dywizji Okrętów Nawodnych.

### Okres przejściowy po rozpadzie ZSRR
Po zakończeniu zimnej wojny z końcem lat 80., na skutek problemów finansowych połączonych z chaosem towarzyszącym rozpadowi ZSRR i transformacji ustrojowej nowo powstałych państw, Flota Czarnomorska uległa w pierwszej połowie lat 90. degradacji pod względem stanu technicznego i gotowości bojowej. Na podstawie ustaleń z 30 grudnia 1991 roku poszczególne państwa miały formować własne siły zbrojne w oparciu o jednostki stacjonujące na ich terytorium, lecz siły strategiczne miały znaleźć się pod wspólnym dowództwem Sił Zbrojnych Wspólnoty Niepodległych Państw. Spór powstał na tle przynależności Floty Czarnomorskiej, która miała główną bazę w Sewastopolu na terytorium Ukrainy i była przez Rosję uważana za związek operacyjno-strategiczny, który powinien pozostać pod jej faktyczną kontrolą za pośrednictwem WNP, natomiast Ukraina dążyła do jej przejęcia lub podziału. W 1992 roku zarówno Ukraina i Rosja próbowały formalnie podporządkować sobie Flotę Czarnomorską (5 kwietnia prezydent Ukrainy podpisał dekret przejęciu Floty Czarnomorskiej, a 7 kwietnia analogiczny dekret podpisał prezydent Rosji). Ostatecznie po kilkuletnich sporach i rozmowach, 28 maja 1997 Rosja i Ukraina zawarły porozumienie o podziale Floty Czarnomorskiej pomiędzy oba państwa, ratyfikowane przez parlamenty w 1999 roku. Proces ten został ukończony w 2000 roku.
Zdecydowana większość okrętów została na skutek podziału przejęta przez Rosję, która zachowała możliwość korzystania z bazy w Sewastopolu i utrzymała Flotę Czarnomorską jako związek operacyjno-strategiczny. Według ustaleń z 1995 roku, Rosja miała przejąć 81,7%, a Ukraina 18,3% okrętów. Już wcześniej Rosja zabrała niektóre okręty do innych flot, a Ukraina przejęła nieliczne jednostki w innych portach. W pierwszej połowie lat 90. skasowano jednak lub odstawiono w niesprawnym stanie  dużą liczbę okrętów bojowych i pomocniczych. Nieliczne jednostki skierowano do długotrwałych remontów. Z około 40 okrętów podwodnych pozostał w 1996 roku sprawny jeden (B-871), a drugi został przejęty przez Ukrainę. Z 22 dużych okrętów nawodnych (od dozorowców proj. 1135 wzwyż) wchodzących w skład 150. Brygady i 30. Dywizji pozostało sześć sprawnych. Oprócz nich, wycofano też kilka dużych jednostek znajdujących się na przełomie dekad w remoncie. Wycofano także część mniejszych okrętów, okrętów desantowych i specjalnych oraz dużą część licznej floty różnorodnych jednostek pomocniczych. Ogółem do połowy lat 90. wycofano około 120 okrętów bojowych i zabezpieczających ich działania. Chaos i korupcja powodowały nieracjonalne wycofywanie wartościowych lub wyremontowanych okrętów oraz sprzyjały rozkradaniu ich wyposażenia (co dotyczyło między innymi jednostek mających być przekazane Ukrainie). 
W ramach zawartego porozumienia dodatkowo przekazano na 20 lat Rosji bazę w Sewastopolu z prawem stacjonowania na Krymie do 103 okrętów (w tym 14 podwodnych) i na dzierżawionych odrębnie lotniskach do 22 samolotów wojskowych; do osłony baz Rosjanie mieli prawo utrzymywać opancerzone wozy bojowe (do 132) i 24 środki artyleryjskie.

### Federacja Rosyjska

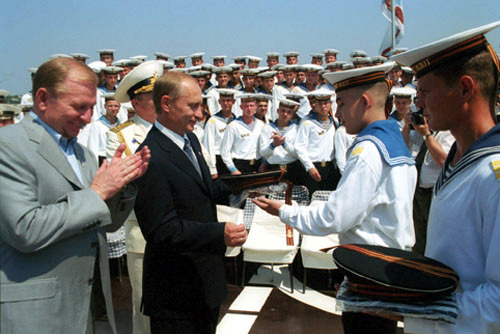
Prezydenci: Rosji Władimir Putin i Ukrainy Łeonid Kuczma na pokładzie okrętu flagowego Floty Czarnomorskiej, 2001

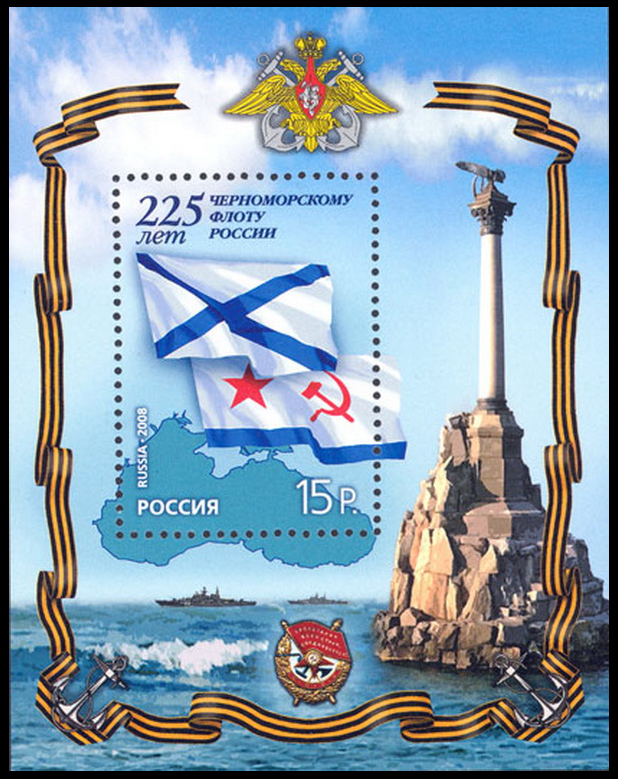
Rosyjski znaczek pocztowy upamiętniający 225. rocznicę powstania Floty Czarnomorskiej, 2008

Marynarka Wojenna Federacji Rosyjskiej (WMF) składa się z 4 związków operacyjno-strategicznych (Flota Bałtycka, Flota Północna, Flota Oceanu Spokojnego i Flota Czarnomorska) oraz związku operacyjnego (Flotylla Kaspijska). Pod względem administracyjnym i zaopatrzenia podlegają one dowództwom odpowiednich okręgów wojskowych Sił Zbrojnych Federacji Rosyjskiej (Flota Czarnomorska z dowództwem w Sewastopolu podlega dowództwu Południowego Okręgu Wojskowego), natomiast pod względem operacyjnym – Głównemu Dowództwu Marynarki Wojennej Federacji Rosyjskiej.
Flota Czarnomorska (CzF) jest środkiem zapewnienia bezpieczeństwa militarnego Rosji na Południu, do wypełnienia zadań wyposażona w okręty podwodne o napędzie klasycznym, okręty nawodne oceaniczne i do działań lokalnych, lotnictwo morskie – myśliwskie, rakietowe i zwalczania okrętów podwodnych oraz oddziały wojsk brzegowych.
Główne cele Floty Czarnomorskiej:
- ochrona stref ekonomicznych i obszarów działalności przemysłowej, zwalczanie nielegalnej działalności produkcyjnej;
- zapewnienie bezpieczeństwa żeglugi;
- realizacja polityki zagranicznej rządu w ważnych gospodarczo obszarach światowych wód morskich (wizyty polityczne i gospodarcze, wspólne ćwiczenia, operacje w składzie sił pokojowych itp.).

Śródlądowy akwen działania CzF (powierzchnia – 422 tys. km kwadratowych, razem z Morzem Azowskim, które dzieli cieśnina Kerczeńska – 461 tys. km kwadratowych, dla porównania Morze Bałtyckie – 415 tys. km kwadratowych) o średniej głębokości 1315 m, maksymalnej – 2258 m, jest dogodny do działania okrętów podwodnych, co z jednej strony umożliwia użycie takich sił przez Rosję, z drugiej wymaga zaangażowania sił obronnych, co przejawiało się choćby wcieleniem w skład CzF w czasach ZSRR obydwu zbudowanych, przeznaczonych do walki z okrętami podwodnymi krążowników śmigłowcowych projektu 1123. Ich osłonę, a zarazem podstawową siłę uderzeniową stanowiły przede wszystkim – ze względu na zamknięty akwen – mniejsze jednostki rakietowe.
Wiktor Juszczenko jako prezydent Ukrainy w latach 2005–2010 nalegał na przebazowanie rosyjskiej floty do Noworosyjska, jednocześnie odżegnując się od przedłużenia porozumienia o stacjonowaniu Rosjan na Krymie. Sytuacja uległa zmianie za prezydentury Wiktora Janukowycza – w kwietniu 2010 ratyfikowano przedłużenie porozumienia o kolejne 32 lata z opcją na kolejne 5, za co Rosja obiecała dostawy gazu po obniżonej cenie do 2020.
Na skutek zapaści ekonomicznej Rosji w latach 90 XX wieku, wspomnianej wyżej, Flota Czarnomorska uległa redukcji liczebnej i degradacji pod względem zdolności bojowych. Flota Czarnomorska stała się przy tym najbardziej zaniedbana z flot rosyjskich, a nieliczne pozostałe w jej składzie okręty bojowe, pochodziły z czasów ZSRR i szybko stały się przestarzałe, nie przechodząc większych modernizacji. Pierwszymi jej nowoczesnymi większymi okrętami nawodnymi stały się trzy fregaty rakietowe projektu 11356M, które weszły do służby w drugiej dekadzie XXI wieku. Oddano także do służby sześć okrętów podwodnych projektu 636.3.
Flota Czarnomorska w 2022 roku została użyta do wsparcia inwazji na Ukrainę, w toku której m.in. zatopiony został jej okręt flagowy – krążownik rakietowy „Moskwa”.

## Stan i rozmieszczenie
Flota, lotnictwo morskie i oddziały brzegowe – podległe Dowództwu Floty Czarnomorskiej:
- Bazy floty:
  - Sewastopol;
  - Noworosyjsk.
- Punkty bazowania:
  - Taganrog;
  - Tiemriuk;
  - Teodozja;
  - Tuapse.

### Siły okrętowe Floty
- 247 Dywizjon Okrętów Podwodnych:
  - okręt B-871 Ałrosa typ 877 Pałtus, po remontach w latach 2011–2012, w kampanii;
  - okręt B-261 Noworosyjsk proj. 636.3 Warszawianka (w grudniu 2013 rozpoczęto próby manewrowe).
- 11 Brygada Okrętów do Zwalczania Okrętów Podwodnych:
  - duży okręt ZOP (krążownik przeciwpodwodny) Kiercz proj. 1134-B (wycofany w 2015);
  - niszczyciel (klasyfikowany jako okręt patrolowy) Smietliwyj proj. 61M, w latach 1990–1995 zmodernizowany w stoczni w Mikołajowie według proj. 01090;
  - fregata ZOP (okręt patrolowy) Pytliwyj typu 1135 Buriewiestnik;
  - fregata ZOP (okręt patrolowy) Ładnyj typu 1135 Buriewiestnik, po remoncie kapitalnym w 2013, połączonym z modernizacją systemów radiolokacyjnych.
- 41 Brygada Okrętów Rakietowych (166 Dywizjon Okrętów Rakietowych i 295 Dywizjon Kutrów Rakietowych):
  - 5 okrętów proj. 1241 Mołnia, w tym jedna w remoncie;
  - 2 okręty na poduszce powietrznej – Bora i Samum proj. 1239 (szybk. do 55 węzłów);
  - 2 okręty – Sztil i Termit proj. 1234 Owod-E/1.
- 197 Brygada Okrętów Desantowych (możliwość transportu i desantu na nieprzygotowany brzeg podstawowej brygady zmechanizowanej z pododdziałami wsparcia):
  - 3 duże okręty desantowe projektu 1171 Tapir (zdolne do transportu po 20 czołgów, 47 transporterów lub 52 ciężarówki i 313 lub 440 żołnierzy);
  - 4 duże okręty desantowe projektu 775 Ropucha (zdolne do transportu po 10 czołgów lub 12 transporterów i 340 żołnierzy).
- 68 Brygada Okrętów Obrony Wybrzeża (zabezpieczenie rejonu podejść do Sewastopola):
  - 149 Grupa Okrętów ZOP – 3 okręty proj. 1124M Albatros, 1 okręt proj. 11451 Sokoł;
  - 150 Grupa Okrętów Minowo-trałowych – 4 trałowce proj. 266M/266ME Akwamarin;
  - 102 Oddział Specjalnego Przeznaczenia Walki z Podwodną Dywersją (kutry przeciwdywersyjne proj. 21980).
- 184 Brygada Okrętów Obrony Wybrzeża (zabezpieczenie rejonu podejść do Noworosyjska):
  - 181 Dywizjon Okrętów ZOP – 4 okręty proj. 1124M Albatros;
  - 170 Dywizjon Trałowców – 2 trałowce bazowe proj. 1265 i po jednym typu 266ME, trałowiec morski 02668 Wiceadmirał Zacharin, trałowiec morski 12660 Żelezniakow, 1258 i 12592 (trałowiec redowy TR-46 oraz trałowiec rzeczny RT-278).
- 519 Samodzielny Dywizjon Okrętów Rozpoznawczych:
  - 3 okręty proj. 861M (zbudowane w Polsce);
  - okręt proj. 864 Priazowie.
- 2 nieuzbrojone kutry desantowe proj. 1176 i 11770 (zdolne do przewiezienia jednego czołgu, dwóch pojazdów opancerzonych lub adekwatnego gabarytowo i masowo ładunku) – co najmniej do lutego 2014 niesprawne;
- kilkadziesiąt pomocniczych jednostek pływających i jednostek zabezpieczenia (w tym holowniki, okręty hydrograficzne, ratownicze, zaopatrzeniowe, zbiornikowce i inne).

### Wojska brzegowe Floty Czarnomorskiej
W 2008
- 810 Brygada Piechoty Morskiej – Sewastopol.
- 382 batalion piechoty morskiej – Temruk.
- 11 Samodzielna Brygada Artylerii Brzegowej – Anapa.
- 854 samodzielny rakietowy pułk artylerii brzegowej – Sewastopol.
- 1096 pułk rakiet przeciwlotniczych – Sewastopol.
- 102 kompania płetwonurków bojowych – Sewastopol.
- 138 kompania płetwonurków bojowych – Noworosyjsk.
- 160 morski batalion inżynieryjny – Sewastopol.
- 47 morski batalion inżynieryjny – Krymsk, baza morska Noworosyjsk.
- 431 Morski Punkt Rozpoznawczy Specjalnego Przeznaczenia – Tupase.
- 529 Węzeł Łączności – Sewastopol.
- 89 pułk łączności – Sewastopol.
- 219 pułk WE – Otradnoje.
- 130 Centrum Rozpoznania WE – Sewastopol.

### Lotnictwo morskie Floty Czarnomorskiej
W 2008
- 43 samodzielny morski pułk lotnictwa szturmowego – Gwardiejskoje.
- 917 mieszany pułk lotniczy – Kacza.
- 872 pułk śmigłowców ZOP – Kacza.
- 859 Centrum Szkolenia Lotnictwa Morskiego NITKA – Saki.

## Dowództwo

### Dowódcy floty
- od września 1991 do września 1992 — admirał Igor Kasatonow Касатонов, Игорь Владимирович;
- od września 1992 do stycznia 1993 — wiceadmirał Witalij Łarionow Ларионов Виталий Петрович (cz.p.o.);
- od stycznia 1993 do lutego 1996 — admirał Eduard Bałtin;
- od lutego 1996 do lipca 1998 — admirał Wiktor Krawczenko Кравченко, Виктор Андреевич;
- od lipca 1998 do października 2002 — admirał Władimir Komojedow Комоедов, Владимир Петрович;
- od października 2002 do lutego 2005 — admirał Władimir Masorin;
- od lutego 2005 do lipca 2007 — admirał Aleksandr Tatarinow Татаринов, Александр Аркадьевич;
- lipiec 2007  — 2 lipca 2010 — wiceadmirał Aleksandr Kleckow Клецков, Александр Дмитриевич[16];
- 2 lipca 2010 [52] — 23 czerwca 2011 — wiceadmirał Władimir Korolow;
- 23 czerwca 2011  — 15 kwietnia 2013  — wiceadmirał Aleksandr Fiedotienkow Федотенков, Александр Николаевич;
- 15 kwietnia 2013  — 14 maja 2018  — admirał Aleksandr Witko Витко, Александр Викторович;
- 14 maja 2018  — 8 maja 2019  — wiceadmirał Aleksandr Moisiejew;
- 8 maja 2019  — 10 sierpnia 2022 — wiceadmirał, od 2021 — admirał Igor Osipow Осипов, Игорь Владимирович.
- 14 sierpnia 2022 — 14 lutego 2024 — wiceadmirał, od 2023 — admirał Wiktor Sokołow Соколов, Виктор Николаевич.
- 15 lutego 2024 — wiceadmirał Siergiej Pinczuk Пинчук, Сергей Михайлович[17].

### Szefowie sztabu floty
- wiceadmirał Gieorgij Gurinow Гуринов, Георгий Николаевич (1989—08.1992);
- wiceadmirał Piotr Swiataszow Святашов, Пётр Григорьевич (10.1992—09.1997);
- wiceadmirał Aleksandr Tatarinow Татаринов, Александр Аркадьевич (09.1997—02.2005);
- wiceadmirał Wiktor Mardusin (03.2005—05.2006);
- wiceadmirał Aleksandr Trojan Троян, Александр Владимирович (04.07.2006—07.02.2013);
- wiceadmirał Aleksandr Nosatow Носатов, Александр Михайлович (07.02.2013—17.05.2016);
- wiceadmirał Wiktor Liina Лиина, Виктор Николаевич (17.05.2016—07.2019);[58]
- kontradmirał Igor Smoliak Смоляк, Игорь Владимирович (07.2019—10.2021);
- wiceadmirał Siergiej Pinczuk Пинчук, Сергей Михайлович (10.2021—02.2024);
- wiceadmirał Ildar Achmierow Ахмеров, Ильдар Фердинандович (od 2024)[18].